# Waldbahn Radmer
| Waldbahn Radmer / Erzbahn Radmer | Waldbahn Radmer / Erzbahn Radmer |
| -------------------------------- | -------------------------------- |
| Spurweite:                       | bis 1967: 830 mm ab 1967: 900 mm |
|                                  |                                  |

Die Waldbahn Radmer (später auch als Erzbahn Radmer bezeichnet) war eine Waldbahn zwischen Radmer und Hieflau in der Steiermark in Österreich. Es wurden hauptsächlich Holz und Erz transportiert.

## Vorgeschichte und Bau
Die Verwaltung der Fondsgüter des Kaiserhauses (nach 1918 im Fürstlich Hohenbergschen Besitz) begann bereits 1912 mit der Planung einer Waldbahn. Die Mittel für den Bau der Waldbahn Radmer in der Stube - Säge Hieflau reichten allerdings in diesem Jahr nur für den Trassensteig und 150 m Unterbau. Der Bau soll nach mündlichen Überlieferungen in 600 mm Spurweite begonnen worden sein und eine Dampflokomotive zum Ziehen der Bauzüge wurde beschafft. Der Ausbruch des Ersten Weltkrieges brachte jedoch den Eisenbahnbau zum Stillstand.
Nach dem Ersten Weltkrieg wurde die Planung und der Bau der Waldbahn wieder aufgenommen, da infolge von Sturmkatastrophen 1916/17 riesige Mengen Holz im Radmertal lagen.

### Baubeginn
Im August 1919 begann der Ausbau der Bahn und am 3. März 1920 konnte der Betrieb aufgenommen werden. Infolge des großen Holzanfalles im Finstergraben musste die Strecke bis zur Ladestelle Neuhaus verlängert werden. Die 12,8 km lange Strecke war im November 1922 fertig. Alle Transportleistungen wurden bis zum Kauf einer eigenen Lokomotive von einer aus Eisenerz entliehenen Lokomotive (Lokomotivfabrik Krauss & Comp. 7212/1917, Bt n2, Erzberg 33) erbracht.
Die Bahn wurde sehr solide gebaut, denn man wollte neben Holz auch jährlich bis zu 4.000 Güterwagen mit Erz aus dem seinerzeit noch inaktiven Bergbau Radmer abführen.
Die Strecke:
- Spurweite 830 mm (um Fahrzeuge vom Erzberg verwenden zu können)
- Minimalradius 80 m
- Maximalsteigung 30 Promille
- Schienen Metergewicht 18 – 22 kg (Finstergraben 12 kg)

Fahrzeuge:
- 1 Dampflok O&K Fabriknummer 9977/1922, Ct n2 ,"SOPHIE", Im Einsatz 1922 - 1950, +1951
- 1 Draisine Austro-Daimler 35 PS
- 54 Trucks (Ladegewicht je Einheit 8 t)
- 2 Plateauwagen (Ladegewicht 12 t Schnittholz)

Die Waldbahn berührte alle wichtigen Zufahrtsstraßen, Lagerplätze und Bringungsanlagen. Der Hauptladeplatz befand sich im Finstergraben, in Radmer ein Zwischenlagerplatz und Säge. Unterwegs befanden sich zwei Ausweichen (Krautgarten, Wasserofen), die Endstelle in Hieflau Säge. Die beladenen Wagen fuhren in der Regel mittels Schwerkraft von Radmer zur Säge Hieflau. Öffentlichen Personenverkehr gab es keinen.

### Beginn der Erztransporte
Am 1. März 1939 beauftragte die Betriebsleitung des der Österreichisch-Alpinen Montangesellschaft gehörenden Eisensteinbergbaues Radmer die Fa. Kunath, Schmidt & Metzger in Wien mit der Erstellung einer Gleisverbindung von der Zwiebachbrücke zum Bergbaugelände. Ab 25. September 1939 wurden provisorische Gleisjoche auf der Straße verlegt und eine Lok vom Bergbau Erzberg (O&K 266/1899, Bt n2 , Nr. 25/2, 1939-41) bediente das Bergbaugelände. Fertig wurde die Anschlussstrecke erst 1941. Es kamen 2 weitere Loks (O&K 265/1899, Bt n2, Nr. 1/25 u. O&K 4030/1910, Bt n2, Nr. 6/40 1939-53) und Erzhaldenhunte mit einem Fassungsvermögen von 2,8 m³. Am 12. Dezember 1941 fuhr der erste Erzzug zum (nächst dem Bhf. Radmer gelegenen) Bodenbunker der bis am 15. Dezember 1941 gefüllt wurde. Danach gelangten ca. 2.000 t Roherz wöchentlich zur Verladung.
Es kamen 1942 weitere Loks vom Erzberg auf der Waldbahn zum Einsatz:
- Nr. 4/60,   Kr/Li 7155/1916, Bt n2, 1942-47 (Donawitz 60.3)
- Nr. 5/60,   Kr/Li 7310/1917, Bt n2, 1942-47 (Donawitz 60.5)
- Nr. 6/60,   Kr/Li 7311/1917, Bt n2, 1942-47 (Donawitz 60.8)
- Nr. 17/100, Flor. 3236-38?/1939, Bt n2, 1942-?
- Nr. 7/100,  Kr/Li 6772/1913, Bt n2, 1942-64  +1964
- Nr. 29/100, Kr/Li 7153/1916, Bt n2, 1942-64  +1964
- Nr. 31/100, He   19385/1922, Bt n2 1942-64  +1964
- Nr. 32/100, He   19386/1922, Bt n2, 1942-64  +1964
- Nr. 33/100, He   19387/1922, Bt n2, 1942-64  +1964
- Nr. 34/100, He   19388/1922, Bt n2, 1942-64  1964 nach Donawitz

Die Lokliste erhebt keinen Anspruch auf Vollständigkeit, da die Angaben zum Teil differieren.

### Nachkriegszeit
1948 schloss das Hohenbergsche Forstamt mit dem Eisensteinbergbau einen Benützungs- und Pachtvertrag. 1950 kam das Ende der Lok "SOPHIE", ihr Namensschild wird heute noch in den Räumen der Forstverwaltung aufbewahrt. Schwerkraftfahrten hatten sich mit der Einführung der Erzzüge aufgehört, reine Holzzüge verkehrten noch bis 1954. Bis 1956 gab es noch gemischte Züge, dann wurde der Holzverkehr eingestellt und die Waldbahnstrecke zwischen Finstergraben - Radmer Abzw. und Bodenbunker - Hieflau Säge bis ca. 1964 abgebaut.
Seit 1956 wurde nur Erz Richtung Bodenbunker / Bf. Radmer abtransportiert. 1962 und 1965 kamen stärkere Dampfloks (unter anderem ehemalige BBÖ Uh) und Erzhunte mit 3,9 m³ zur Erzförderbahn:
- Nr. 14/200  Kr/Li 1478/1928  C1t h2  1962-67 (ex. BBÖ Uh1, ÖBB 498.01 +1967)
- Nr. 15/200  Kr/Li 1479/1928  C1t h2  1962-67 (ex. BBÖ Uh2, ÖBB 498.02 +1967)
- Nr. 16/200  Kr/Li 1513/1929  C1t h2  1962-67 (ex. BBÖ Uh5, ÖBB 498.05 +1967)
- Nr. 12/200  Kr/Mü 17234/1945 Bt n2   1965-67 (Bergbau Zangtal +1967)
- Nr. 13/200  Kr/Mü 17204/1944 Bt n2   1965-67 (Bergbau Zangtal +1967)

## Umbau und Elektrifizierung
Von 1965 bis 1967 wurde die Bahn umfangreich umgebaut: Sie wurde auf 900 mm umgespurt und mit 1200 V Gleichspannung elektrifiziert. Die Streckenlänge – mit schwerem Schienenprofil ausgeführt – betrug nach dem Ende der Holzförderung nur mehr 7,32 km. Die Fahrleitung wurde nach dem System Kummler & Matter ausgeführt, die Einspeisung mit 400 A erfolgte in der Streckenmitte (Ausw. Krautgarten). Streckentrenner lagen bei Kilometer 1,2, 3,5, 5 und 6,5 und im Bereich des Bodenbunkers gab es eine Fahrdrahtabsenkung. Im Bergbauareal, wo sich auch das Betriebswerk befand, wurde mit 600 V Gleichspannung gefahren, ein stromloses Stück an der Einfahrt diente hier als Streckentrenner.

## Fahrzeuge
- Nr. 4/106 SSW  259/1930 Bo (ausschließlich Verschub)
- Nr. 6/250 GE 30546/1949 Bo (ausschließlich Verschub)
- Nr. 4/900 Lofag/BBC 17690/328/1952  BoBo
- Nr. 5/900 Lofag/BBC 17691/329/1952  BoBo
- Erzförderwagen (Zeltweger) 9 m³

Die Erzzüge wurden nun aus den beiden schweren BoBo-Elektrolokomotiven der Wiener Lokomotivfabrik und 9-Wagenzügen mit sogenannten Zeltwegern und einem Gesamtgewicht von bis zu 285 t gebildet. Als Höchstgeschwindigkeit wurden 25 km/h für die Tal- und 35 km/h für die Bergfahrt vorgeschrieben. Sie fuhren bis zu fünf Mal täglich zum an der Erzbergbahn gelegenen Endpunkt mit Bodenbunker, wo sich eine Gleisschleife befand.
Die Bahn war, wenn auch nicht mehr in ihrer ursprünglichen Form, die letzte in Betrieb stehende Waldbahn Österreichs. Sie wurde am 30. Juni 1979 nach der Betriebseinstellung des Eisensteinbergbaues Radmer eingestellt und bald darauf abgebaut. Einige Fahrzeuge des Bergbaubetriebes stehen noch als Industriedenkmal in Radmer. Von den großen BoBo-E-Loks ist keine erhalten, sie wurden 1980 in der Radmer verschrottet.